# Miroslava Knapková
Miroslava Knapková est une rameuse tchèque, née le 19 septembre 1980 à Brno.

## Biographie
Elle est la fille du rameur Miroslav Knapek.

## Palmarès

### Jeux olympiques d'été
| Discipline     | Athènes 2004 Grèce | Pékin 2008 Chine | Londres 2012 Royaume-Uni |
| -------------- | ------------------ | ---------------- | ------------------------ |
| Skiff          | 4e                 | 5e               | Or                       |
| Deux de couple |                    | 6e               |                          |

### Championnats du monde
| Discipline | Milan 2004 Italie | Gifu 2005 Japon | Eton 2006 Angleterre | Munich 2007 Allemagne | Poznań 2009 Pologne | Karapiro 2010 Nouvelle-Zélande | Bled 2011 Slovénie | Chungju 2013 Corée du Sud | Amsterdam 2014 Pays-Bas | Aiguebelette 2015 France |
| ---------- | ----------------- | --------------- | -------------------- | --------------------- | ------------------- | ------------------------------ | ------------------ | ------------------------- | ----------------------- | ------------------------ |
| Skiff      | 4e                | Argent          | Argent               | 4e                    | Bronze              | 4e                             | Or                 | Bronze                    | 1reB                    | Argent                   |

### Championnats d'Europe
| Discipline | Poznań 2007 Pologne | Marathon 2008 Grèce | Brest 2009 Biélorussie | Montemor-o-Velho 2010 Portugal | Plovdiv 2011 Bulgarie | Varèse 2012 Italie | Séville 2013 Espagne | Belgrade 2014 Serbie | Poznań 2015 Pologne |
| ---------- | ------------------- | ------------------- | ---------------------- | ------------------------------ | --------------------- | ------------------ | -------------------- | -------------------- | ------------------- |
| Skiff      | Argent              | Or                  | Argent                 | Argent                         | Or                    |                    | Or                   | Or                   | Or                  |